# Offshore-Windpark Gwynt y Môr
Der Offshore-Windpark Gwynt y Môr (walisisch ‚Wind im Meer‘) ist ein Offshore-Windpark in der Irischen See (Bucht von Liverpool) vor der walisischen Küste. Er steht in der Nähe der Windparks North Hoyle und Rhyl Flats und wurde im Juni 2015 offiziell in Betrieb genommen.

## Allgemeines
Der Windpark verfügt über 160 Windkraftanlagen vom Typ Siemens SWT 3.6-107 (je 3,6 MW Nennleistung, Rotordurchmesser 107 Meter). Sie haben zusammen eine elektrische Nennleistung von 576 MW und erzeugen jährlich rund 1950 Gigawattstunden Strom. Diese Strommenge entspricht dem Strombedarf von rund 400.000 britischen Haushalten.
Die Anlagen stehen in durchschnittlichen Wassertiefen zwischen 12 und 28 Metern. Sie stehen jeweils zwischen 350 und 1000 Meter voneinander entfernt. Das Projekt kostete rund zwei Milliarden Euro.
Entwickler (englisch developer) und Betreiber (englisch operator) des Windparks Gwynt y Môr ist ein Gemeinschaftsunternehmen, an dem folgende Unternehmen beteiligt sind: RWE Renewables mit 50 % (bis zum Verkauf eines Teiles davon an die Green Investment Group waren es 60 %), die Stadtwerke München mit 30 % und Siemens mit 10 %. Später hat die Macquarie Group auch die Siemens-Anteile übernommen.

## Bauverlauf
Nach vorbereitenden Arbeiten wurden von August 2012 bis Mai 2013 die Monopiles gegründet.
Die Monopiles sind 45 bis 64 Meter lang und haben einen Durchmesser von etwa 6 Metern. Von April 2013 bis Juli 2014 wurden die Windkraftanlagen auf die Monopiles montiert. Dabei kam u. a. das RWE-eigene Installationsschiff Friedrich Ernestine zum Einsatz.
Anfang 2013 begannen die Verkabelungsarbeiten zwischen den Windkraftanlagen und den beiden bereits errichteten Umspannplattformen; im November 2014 wurde das letzte Innerparkkabel verlegt. Die erste Windkraftanlage speiste im August 2013 Strom ins Netz.